# Puszcza Jaworowa

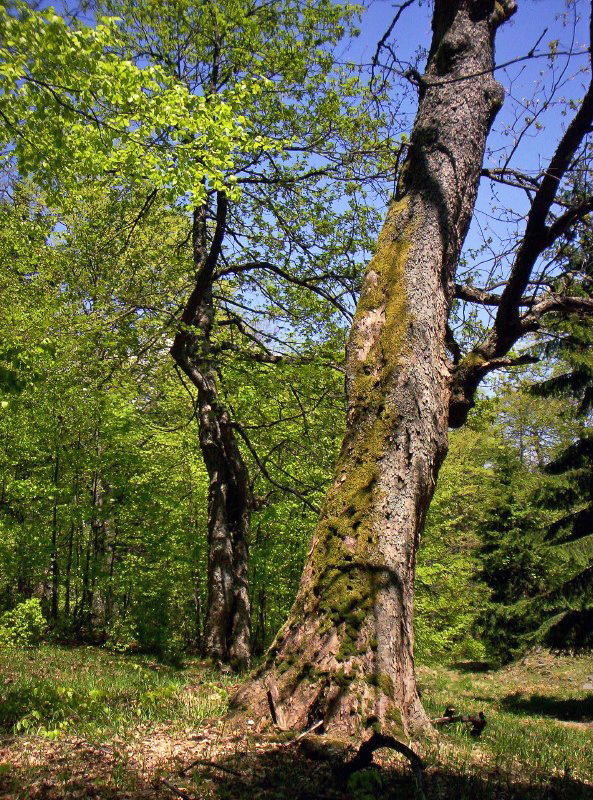
Starodrzew Puszczy Jaworowej w rezerwacie przyrody "Puszcza Śnieżnej Białki"

Puszcza Jaworowa – szczątki pierwotnej Puszczy Sudeckiej w południowo-zachodniej Polsce, w Górach Bialskich, w Sudetach Wschodnich, w woj. dolnośląskim.

## Położenie
Puszcza Jaworowa znajduje się w Sudetach Wschodnich, w południowo-wschodniej części Gór Bialskich, na terenie Śnieżnickiego Parku Krajobrazowego, na wschodnim zboczu Iwinki, poniżej Rudawca, w gminie Stronie Śląskie, około 2,3 km na południe od Bielic.

## Opis
Puszczę stanowi dobrze zachowany fragment naturalnego lasu liściastego na wschodnich stokach Rudawca oraz Iwinki, stanowiący relikt dawnej Puszczy Sudeckiej. Górną część zajmuje świerkowy bór górnoreglowy, niżej rośnie las mieszany z bukiem, jaworem i jodłą, w którym zachowały się ponad 150-letnie buki i jawory. W 1963 roku utworzono rezerwat przyrody „Puszcza Śnieżnej Białki”, którego granice objęły najcenniejsze fragmenty Puszczy Jaworowej. Okolice Puszczy Jaworowej są wyludnione, i stanowią siedlisko leśnej zwierzyny, spotkać tu można sarny, jelenie, dziki oraz głuszce i cietrzewie, które są już rzadkością w Sudetach. Na śródleśnych górskich polanach występuje ciekawa i interesująca flora.

## Szlaki turystyczne
Przez Puszczę Jaworową prowadzi zielony szlak turystyczny:
- – fragment prowadzący z Orłowca na Halę pod Śnieżnikiem i dalej, przechodzi przez środek puszczy.